# 1457

## Esdeveniments
Països Catalans
Resta del món
- Construcció del castell d'Edo.
- Nova moneda a Portugal: el "cruzado".
- Setge de Belgrad pels otomans.

## Naixements
Països Catalans
Resta del món
- Benavarri: Joan II de Ribagorça, 46è president de la Generalitat de Catalunya.

## Necrològiques
Països Catalans
Resta del món
- 14 de març - Pequín (Xina): Jingtai, setè emperador de la Dinastia Ming (n. 1428).[1]

- 22 de maig - Cascia: Rita de Càssia, una de les santes més populars de l'Església Catòlica (n. 1381).[2]